# Дубинска психологија
Дубинска психологија је назив за психолошке школе које у свом програму и пракси значајно место дају истраживању латентних структура и несвесних детерминанти личности.